# Байрам Шахир
Байрам Шахир при рождении Мамедов (1871, с. Гарчыджевск, Закаспийская область, Российской империи (ныне Туркменбашийский этрап, Балканский велаят, Туркменистан) — 1948) — туркменский советский народный поэт.

## Биография
Родился в семье бедного кочевника-скотовода. Батрачил с семилетнего возраста. Дебютировал в литературе в 16 лет, будучи неграмотным. когда начал создавать первые стихи, направленные против баев, мулл и ишанов («Ответ Кясим мулле», «Ата-эке»).
Писал о тяжёлой жизни народа («Был бы»). Байрам Шахир воспевал родную природу («Горы», «Слетятся орлы»). Большое место в его творчестве занимает гражданская и любовная лирика («Молодицы», «Красавица Пери»). В стихотворении «Пойдёмте, братья, на врага» (1919), «Наступление», «Бедность» («Гарыбың», 1924) призывал народ идти вместе с большевиками, говорил об изменившейся судьбе бедняка. В период коллективизации одним из первых воспел коллективный труд, слагал стихи о Родине, о новой жизни («Ашхабад», «Остался», «Сто лет живи — всё не пройдет весна», «Посмотрите»). Творчество поэта — связующее звено между классической и современной туркменской литературой.

## Избранные произведения
- Сайланан эсэрлар, Ашгабат, 1961.